# Xã Perry, Quận Armstrong, Pennsylvania
Xã Perry (tiếng Anh: Perry Township) là một xã thuộc quận Armstrong, tiểu bang Pennsylvania, Hoa Kỳ. Năm 2010, dân số của xã này là 352 người.